# 에식스 스트리트
에식스 스트리트(Essex Street)는 맨해튼 뉴욕시 자치구의 로어이스트사이드의 남북부 거리이다.

## 에식스 스트리트 마켓

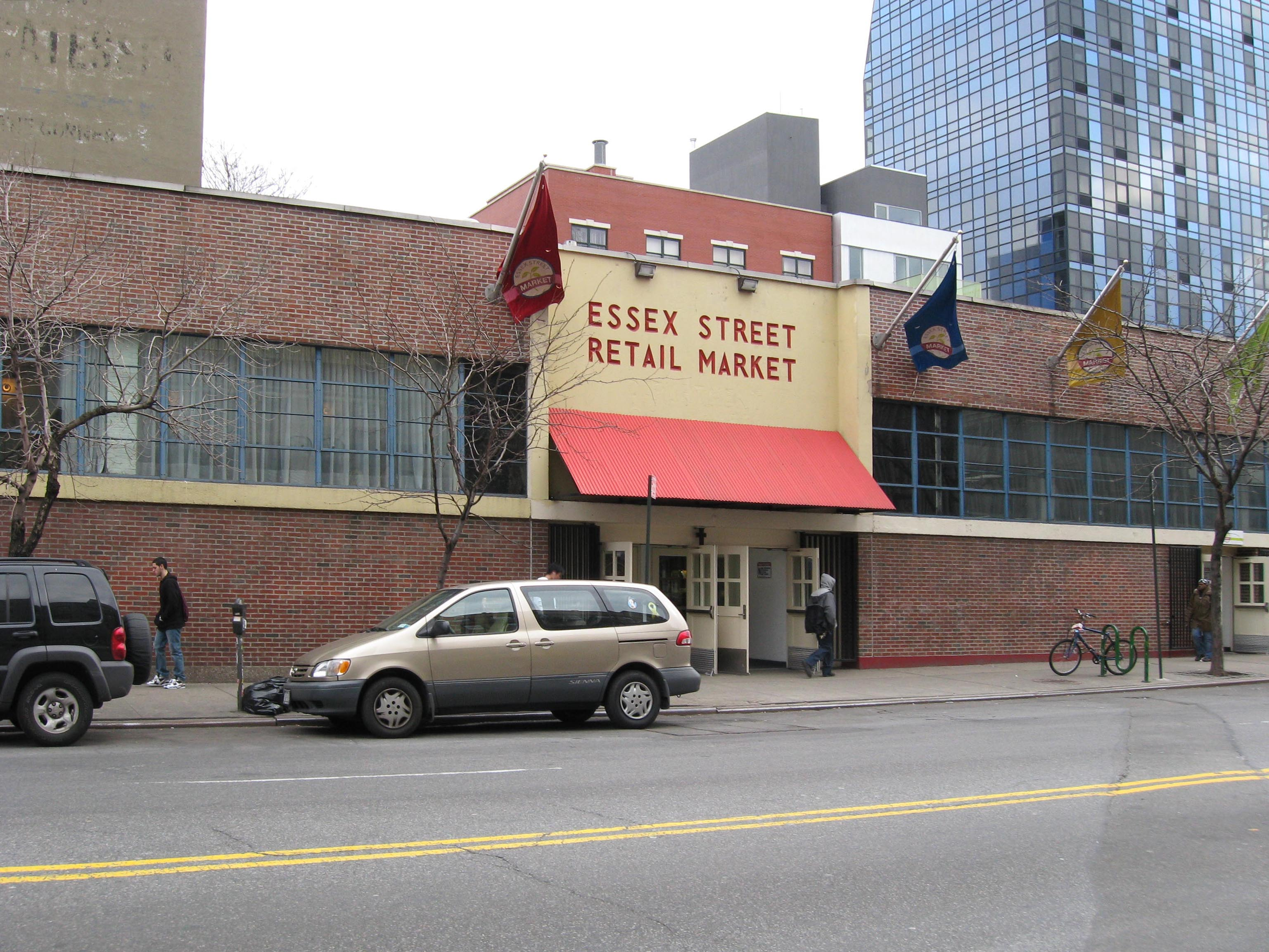
에식스 스트리트 마켓

에식스 스트리트 마켓(Essex Street Market)은 맨해튼 에식스 가에 위치한 실내형 식료품 마켓이다. 피오렐로 라 과디아가 창설하였다.